# Хоан Гусман
Хоан Гусман (ісп. Joan Guzmán; 1 травня 1976) — домініканський професійний боксер, чемпіон світу за версією WBO (2002—2005) в другій легшій вазі і (2006—2008) у другій напівлегкій вазі.

## Аматорська кар'єра
На Іграх Центральної Америки і Карибського басейну 1993 завоював золоту медаль в категорії до 48 кг, здобувши три перемоги, у тому числі над Маікро Ромеро (Куба) у півфіналі.
На Панамериканських іграх 1995 завоював золоту медаль в категорії до 51 кг, здобувши три перемоги, у тому числі над Раулем Гонсалесом (Куба) у фіналі.
На Олімпійських іграх 1996 програв в першому бою Омару Нарваесу (Аргентина).

## Професіональна кар'єра
Дебютував на професійному рингу 1997 року.
17 серпня 2002 року вийшов на бій за вакантний титул чемпіона світу за версією WBO в другій легшій вазі проти Фабіо Оліва (Аргентина) і переміг нокаутом у 3-му раунді.
26 лютого 2004 року нокаутував в сьомому раунді колишнього чемпіона WBO Агапіто Санчеса (Домініканська Республіка).
22 квітня 2005 року захистив свій титул, перемігши раніше непереможеного Фернандо Бельтрана (Мексика) одностайним рішенням суддів.
16 вересня 2006 року вийшов на бій проти чемпіона світу за версією WBO в другій напівлегкій вазі Хорхе Родріго Барріоса (Аргентина). На передматчовому зважуванні Хорхе Родріго Барріос мав надлишкову вагу і був позбавлений титулу WBO. Гусман виграв бій і титул розділеним рішенням. Потім Гусман захистив свій новий титул, перемігши Антоніо Девіса (США) та майбутнього чемпіона двох дивізіонів Умберто Сото (Мексика).
28 листорада 2009 року вийшов на бій за вакантний титул чемпіона світу за версією IBF у легкій вазі проти Алі Фунека (ПАР). Бій завершився нічиєю, і 27 березня 2010 року Гусман і Фунека зустрілися вдруге, однак Гусман перевищив ліміт легкої ваги, і титул став доступним лише для Фунеки. Гусман переміг рішенням більшості.
30 листопада 2012 року вийшов на бій за вакантний титул чемпіона WBA Regular у першій напівсередній вазі проти Хабіба Аллахвердієва (Росія). Бій закінчився достроково у восьмому раунді через ушкодження Гусмана. Перемогу здобув Аллахвердієв, що лідирував на той момент на суддівських записках.